# Tifón Phanfone (2019)
El tifón Phanfone, conocido en Filipinas como el tifón Ursula, fue un ciclón tropical relativamente fuerte que atravesó el centro de Filipinas, trayendo vientos destructivos, lluvias torrenciales en la víspera de Navidad y por primera vez desde el tifón Nock-ten en 2016. La vigésima novena y última tormenta nombrada, también el decimoséptimo y último tifón de la temporada de tifones en el Pacífico de 2019, los orígenes de Phanfone se remontan a un nivel bajo más bajo que se había formado cerca de las Islas Carolinas, que gradualmente se organizó en la depresión tropical 30W el 21 de diciembre de 2019. Moviéndose hacia el oeste, el sistema se intensificó rápidamente en una severa tormenta tropical, ganando el nombre de Phanfone. La Administración de Servicios Atmosféricos, Geofísicos y Astronómicos de Filipinas (PAGASA) comenzó a monitorear a la tormenta Phanfone cuando ingresó al Área de Responsabilidad de Filipinas (PAR). Señalaron que lo más probable es que el sistema se fortalezca al menos hasta la fuerza de tifón de categoría 1 antes de tocar tierra, y traería condiciones traicioneras en todo el país.
Como predijo la Administración de Servicios Atmosféricos, Geofísicos y Astronómicos de Filipinas, Phanfone continuó fortaleciéndose y desafió todas las ejecuciones de modelos. El sistema dejó caer más de 20 milibares en solo un par de horas, antes de tocar tierra en las Visayas orientales a las 06:00 UTC como un tifón equivalente de categoría 2, todo mientras se fortalecía. Al atravesar a Filipinas en su paso, Phanfone continuó manteniendo la intensidad a pesar de los múltiples toques de tierra y comenzó a desarrollar un ojo a las 12:45 UTC, pero debido a la falta de agua y la interacción constante de la tierra, el ojo nunca se desarrolló completamente y permaneció nublado. Por ahora, Phanfone tenía velocidades de viento sostenidas de 10 minutos de 75 nudos (140 km/h; 85 mph), velocidades de viento sostenidas de 1 minuto de 95 nudos (175 km/h; 110 mph) y ráfagas de hasta 100 nudos (185 km/h; 115 mph), haciendo de este sistema un huracán de categoría 2 en la escala de vientos huracanados Saffir-Simpson, a 1 nudo de ser una categoría 3. 
Alrededor de las 13:00 UTC del 25 de diciembre, Phanfone comenzó a salir de Filipinas y fortalecido por un breve momento antes de entrar en condiciones difíciles, con cizalladura del viento a 20 nudos. Tanto la PAGASA como la Agencia Meteorológica de Japón degradaron a Phanfone a una tormenta tropical severa a las 03:00 UTC, ya que el aire frío envolvió el lado noreste de la circulación del sistema. La surgencia debido al lento movimiento del sistema también hizo que se debilitara. Finalmente, el 28 de diciembre a las 06:45 UTC, la PAGASA y la Agencia Meteorológica de Japón emitieron sus avisos finales sobre el sistema después de que su centro de circulación de bajo nivel quedó expuesto y se debilitó por debajo del umbral de advertencia.
El sistema causó destrucción en las Visayas orientales, particularmente Samar, Leyte e Iloilo. Hasta el 27 de diciembre, el tifón mató a 28 personas, incluido un niño de 13 años que fue electrocutado. Después de la temporada, Administración de Servicios Atmosféricos, Geofísicos y Astronómicos de Filipinas retirará el nombre Ursula de sus listas de nombres. Se elegirá un reemplazo en 2020.

## Historia meteorológica

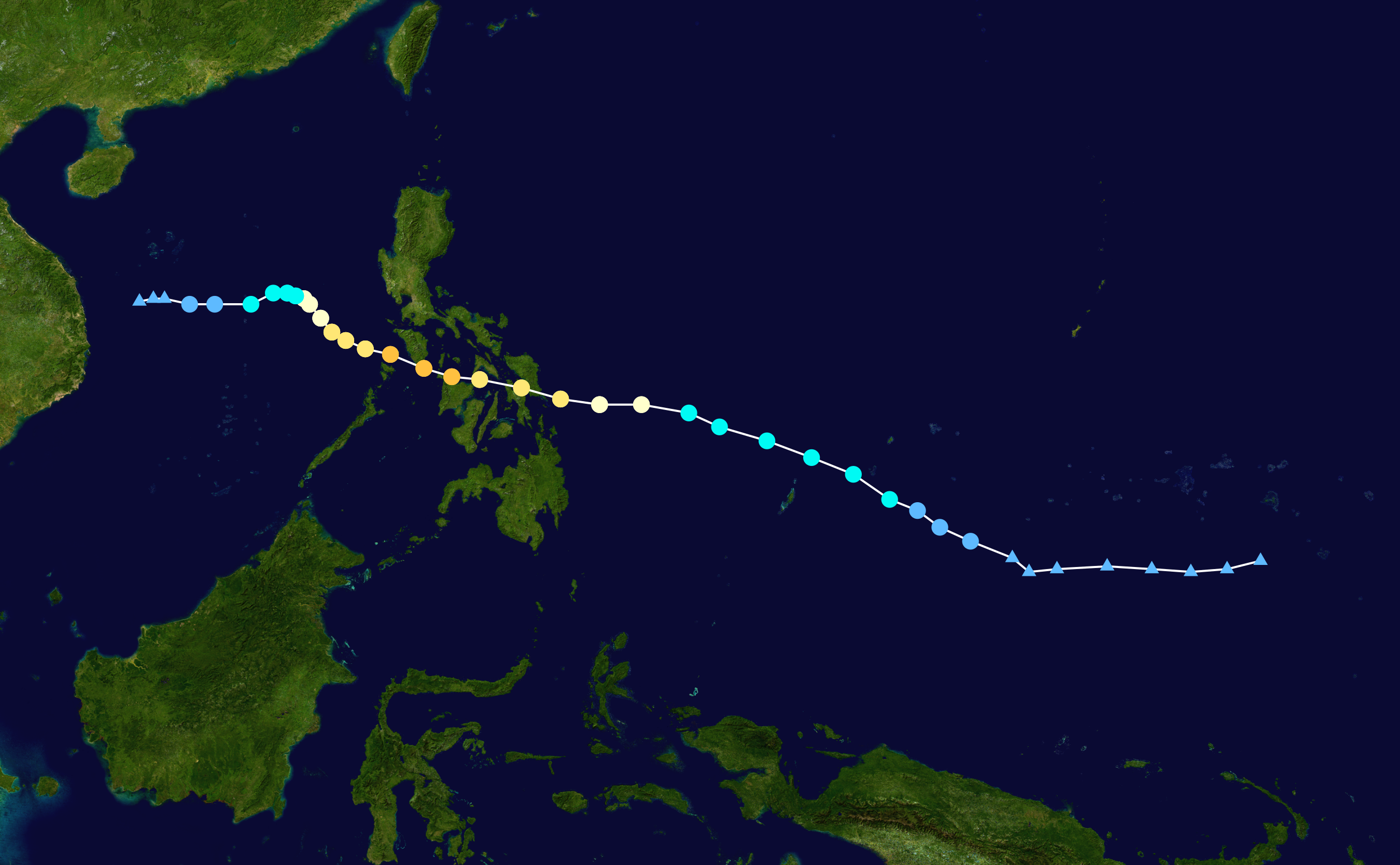
Mapa que traza la trayectoria y la intensidad de la tormenta, de acuerdo con la escala de huracanes de Saffir-Simpson

Antes de su formación, el 19 de diciembre de 2019, el Centro Conjunto de Advertencia de Tifones comenzó a monitorear un sistema de baja presión al sureste de Micronesia. Mostrando signos de convección y bandas suficientes alrededor de un centro definido, el Centro Conjunto de Advertencia de Tifones posteriormente mejoró su advertencia inicial a una posibilidad media de desarrollo, y poco después, el 20 de diciembre, se emitió una alerta de formación de ciclón tropical. La Agencia Meteorológica de Japón emitió su primer aviso sobre la quincuagésima segunda depresión de la temporada de tifones del Pacífico 2019.

Bucle de satélite mejorado animado del tifón Phanfone de 2019 desde la intensificación hasta tocar tierra

Los pronósticos y modelos proyectaban que Phanfone acelerara hacia Filipinas y tocara tierra en el centro del país, y aunque los modelos eran correctos, sus intensidades estimadas eran incorrectas. El sistema se trasladó al Área de Responsabilidad de Filipinas el 23 de diciembre a las 5:00 a. m. PST. A su entrada, PAGASA nombró oficialmente a Phanfone como Ursula (en alemán: ˈʊʁzula; literalmente: 'oso'). El mismo día, el Centro Conjunto de Advertencia de Tifones volvió a actualizar el sistema a tormenta tropical. Debido a las condiciones favorables, Phanfone se intensificó nuevamente en una severa tormenta tropical. Y se intensificó aún más en un tifón de categoría 1 la mañana del 24 de diciembre. Se esperaba que el tifón tocara tierra en Borongan-Guiuan en la provincia de Samar entre las 04:00 p. m. y las 6:00 p. m. PST. El mismo día, PAGASA planteó varias áreas en Visayas, incluida Samar, a la señal no. 3 al tocar tierra.
Debido a las condiciones favorables, Phanfone se intensificó aún más en un tifón de categoría 2 en la escala de huracanes de Saffir-Simpson, poco antes de tocar tierra cerca de Salcedo en el este de Samar, causando inundaciones drásticas y deslizamientos de tierra en la región. Desafiando todos los pronósticos, y a pesar de que había atravesado múltiples toques de tierra, Phanfone continuó manteniendo su fuerza mientras rastreaba más por tierra, incluso logrando desarrollar un ojo, antes de comenzar a salir de Filipinas continental el 25 de diciembre.
El sistema una vez más desafió las previsiones a medida que su característica visual se volvió más definida a su salida de Filipinas y su entrada en el Mar del Sur de China. Después de mantener la fuerza durante varias horas, Phanfone comenzó a encontrar temperaturas desfavorables en la superficie del mar debido a que era muy tarde en la temporada, y la cizalladura del viento medio junto con la intrusión de aire seco afectó el sistema, y comenzó a debilitarse a las 06:45 UTC el 26 de diciembre. A las 12:45 UTC, el sistema se convirtió en un tifón equivalente a la categoría 1, y un fenómeno a la vista se vio en el satélite como un eclipse solar proyectado directamente en el sistema, oscureciéndolo significativamente y agregando un tinte naranja en el satélite imágenes.
El 27 de diciembre, Phanfone comenzó a pasar por una fase de debilitamiento rápido a medida que la cizalladura del viento aumentó a 20 nudos, y el aire frío y estable comenzó a envolverse en el lado noreste de la circulación. Posteriormente, la estructura de Phanfone se degradó y se convirtió en una tormenta tropical severa a las 06:45 UTC. Desde las 06:45 UTC hasta las 12:45 UTC, Phanfone comenzó a sentir los efectos de su movimiento lento, ya que comenzó a experimentar una corriente ascendente. Finalmente, el 28 de diciembre a las 06:45 UTC, la PAGASA y la JMA emitieron sus avisos finales sobre el sistema después de que su centro de circulación de bajo nivel quedó expuesto y se debilitó por debajo del umbral de advertencia.

## Preparaciones e impacto

### Filipinas

#### Visayas
La Administración de Servicios Atmosféricos, Geofísicos y Astronómicos de Filipinas (PAGASA) emitió una señal de advertencia 3 para el norte de Samar oriental, Leyte, Biliran y las islas Camotes, lo que significa que se esperaban vientos de 65-92 nudos (75-106 mph; 121-170 km/h). El Administración de Servicios Atmosféricos, Geofísicos y Astronómicos de Filipinas (PAGASA) también emitió una señal de advertencia 2 a las Visayas, lo que significa que se esperaban vientos de 33-65 nudos (38-75 mph; 61-120 km/h) dentro de las 24 horas. Se emitió en la parte central del norte de Cebú, el noreste de Iloilo, el norte de Antique, Capiz, Aklan, el sur de Leyte y Negros Occidental, lo que significaba que Phanfone estaba tomando un camino similar a las áreas afectadas por el tifón Haiyan, mucho más fuerte. Las Visayas fueron las más afectadas, ya que Iloilo City tuvo 13 bajas solas que fueron golpeadas por árboles caídos, electrocutadas o ahogadas. Roxas, Tacloban y Maasin recibieron 140 mm (5,5 pulgadas) de lluvia. 
El alcance del daño en Filipinas fue bastante lejos, ya que el aeropuerto de Boracay sufrió graves daños ya que muchas personas quedaron atrapadas en el aeropuerto cuando el tifón golpeó. Un oficial de respuesta a desastres también informó que los cortes de energía y los daños en la ciudad de Batad en la provincia de Iloilo lo hicieron aparecer como una "ciudad fantasma". Las inundaciones severas causaron daños devastadores en muchas provincias e islas de Visayas a medida que la lluvia se extendió por toda la región, con muchas casas y vehículos sumergidos de forma parcial a total. Se derrumbaron varias casas y se derribaron árboles, así como se derribaron cables eléctricos. Todos estos obstáculos bloquearon los caminos y los hicieron peligrosos para caminar; y las cantidades excesivas de lluvia hicieron que el terreno, especialmente el terreno más alto, fuera muy inestable. La provincia de Leyte se colocó en un estado de calamidad luego del daño del tifón, y el ganado, los cultivos y la infraestructura fueron dañados por más de $1 millón de dólares. Se estima que la mayoría de las víctimas tuvieron lugar en Iloilo, ya que la aldea fue gravemente afectada por inundaciones repentinas severas y rápidas. Tacloban fue golpeado cuando estallaron incendios y los vientos les permitieron extenderse, pero los 220,000 habitantes escaparon de lo peor del sistema. 147 ciudades fueron afectadas por cortes de energía, pero para el 27 de diciembre, 31 de esas 147 habían recuperado su energía.

#### Samar oriental

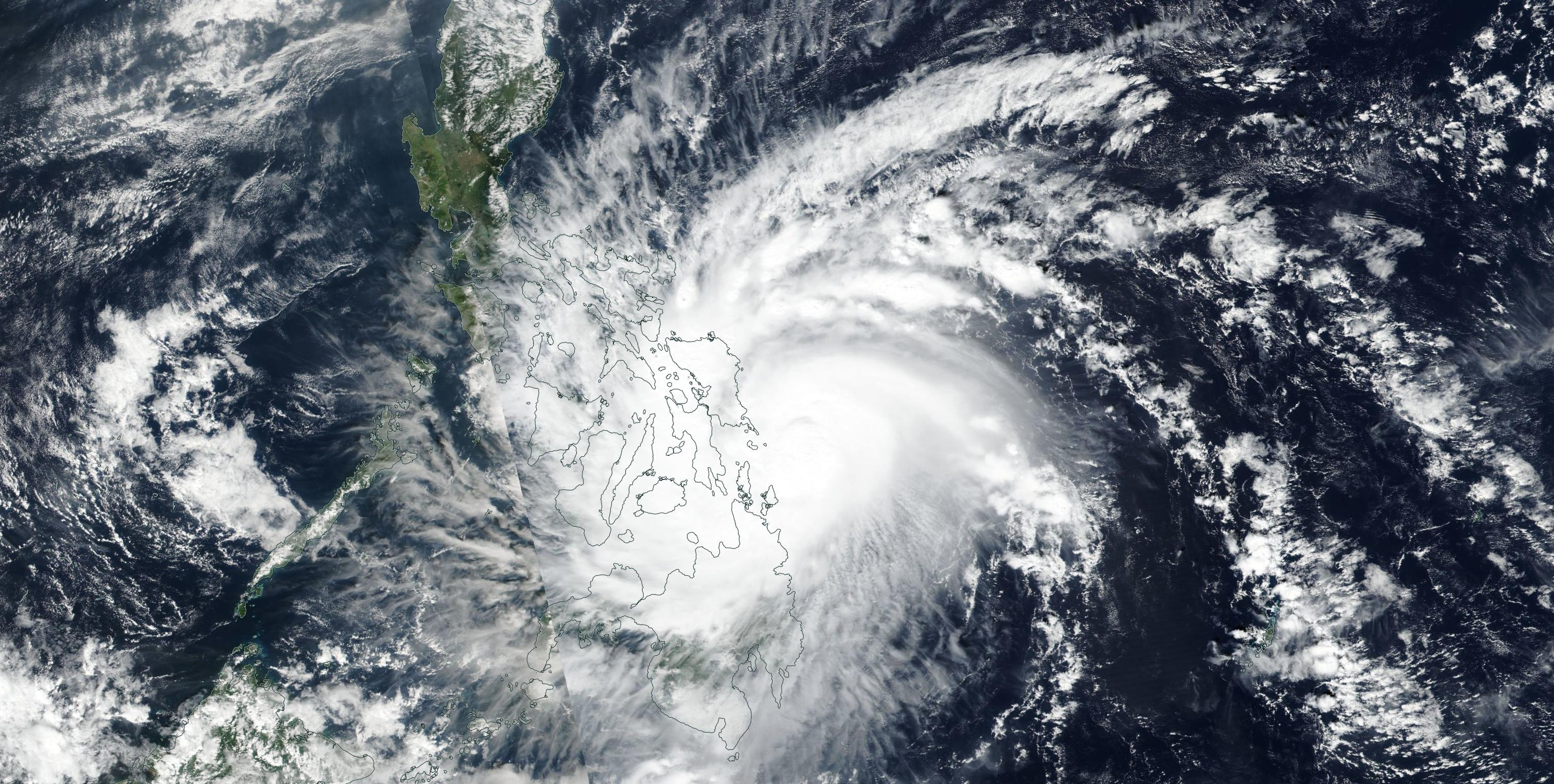
Phanfone toca tierra en las Visayas orientales el 24 de diciembre

Debido a las próximas celebraciones navideñas, 16,000 pasajeros que tenían planes de vacaciones en sus respectivas provincias con sus familias, quedaron varados en el puerto por su seguridad debido a la amenaza del tifón. Al tocar tierra cerca de Salcedo en el este de Samar alrededor de las 4:45 p. m., se informó que el tifón estaba causando grandes inundaciones y deslizamientos de tierra en la región. A medida que la tormenta se intensificó rápida e inesperadamente, más de 58,000 personas fueron evacuadas antes del tifón. Se denunció la desaparición de cinco pescadores y un hombre de 70 años murió después de que su casa fuera barrida y, como resultado, se ahogó. Alrededor de 2,351 personas han sido afectadas por el tifón y 1,654 se estaban refugiando en centros de evacuación. El Programa Mundial de Alimentos emitió avisos e infografías que trazan el camino proyectado de Phanfone, así como centros de evacuación y socorro. A partir del 27 de diciembre de 2019, hay al menos 28 muertes confirmadas según la Agencia de Desastres de Filipinas, incluido un niño de 13 años que fue electrocutado.

#### Luzon

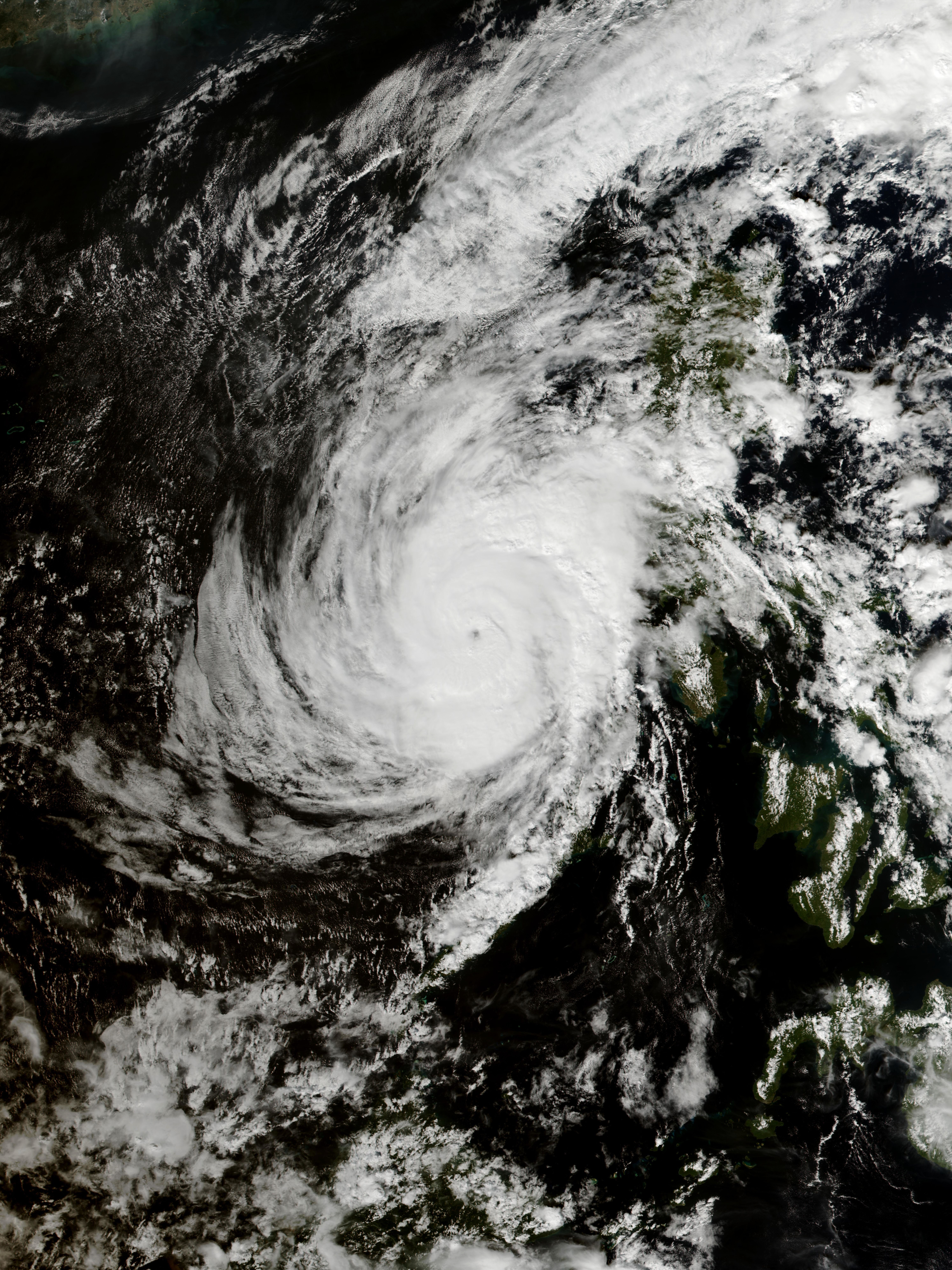
Tifón Phanfone durante un eclipse solar el 26 de diciembre

También se emitió una advertencia de señal 2 a Luzón, con la parte sur de Provincia de Quezon, Marinduque, oriental y occidental de Mindoro, incluida la isla de Lubang, Romblon, Albay, Sorsogon, la isla de Burias, las islas de Calamian y Cuyo, todos se pronostican en el camino de Phanfone . Se emitió una advertencia de señal 1 a Bulacan, Bataan, Metro Manila, Provincia de Rizal, resto de Provincia de Quezon, Laguna, Batangas, Camarines Sur, Camarines Norte, Catanduanes y el norte de Palawan. El gobernador de la isla ordenó a las unidades del gobierno local llevar a cabo un plan de evacuación forzada, lo que provocó que los civiles cerca de áreas propensas a inundaciones y áreas con el potencial de ser afectadas por deslizamientos de tierra, se reubiquen temporalmente como medida de seguridad. Los representantes locales visitaron a los residentes en Libon, Maninila y Tandarora para aconsejarles que evacuaran y celebraran temporalmente la Navidad en los centros de evacuación por su seguridad. Muchas escuelas públicas estaban abiertas para servir como refugios para los residentes, mientras que el gobierno provincial distribuía paquetes de comida a los evacuados. En Naval, la unidad del gobierno local desplegó carpas de evacuación para los evacuados el lunes 23 de diciembre con algunas carpas reservadas para personas mayores, mujeres embarazadas y personas con discapacidad. El personal de la Compañía de Fuerzas Móviles Provinciales de Romblon fue desplegado y realizó un inventario de equipos de Búsqueda y Rescate (SAR) el 23 de diciembre en preparación para el tifón. San José experimentó 217 mm (8,64 pulgadas) de lluvia en poco menos de 24 horas. Más de 58,000 personas fueron evacuadas de Luzón y sus islas circundantes cuando el sistema provocó lluvias torrenciales e intensas inundaciones como resultado de las lluvias. Una familia fue barrida mientras intentaba llegar a un terreno más alto. Los servicios de agua y electricidad se cortaron por completo, y se estimó que la restauración tomaría semanas.

## Nombre retirado
- Después de la temporada, PAGASA retirará el nombre Ursula de sus listas de nombres. Se elegirá un reemplazo en 2020.